# 존 웨슬리 십
존 웨슬리 십(John Wesley Shipp, 1955년 1월 25일 ~ )은 미국의 배우이다.